# Nemoura miaofengshanensis
Nemoura miaofengshanensis är en bäcksländeart som beskrevs av Zhu, F. och Ding Yang 2003. Nemoura miaofengshanensis ingår i släktet Nemoura och familjen kryssbäcksländor. Inga underarter finns listade i Catalogue of Life.